# Banc de Jeruzal
Ławeczka
Le banc de Jeruzal, surnommé Ławeczka, est un banc public situé à Jeruzal, lieu emblématique de la série télévisée polonaise Ranczo.

## Banc dansRanczo
Dans la série Ranczo, où le village est nommé fictivement Wilkowyje, le banc est le lieu de rencontre de 5 personnages : Patryk Pietrek (joué par Piotr Pręgowski), Maciej Solejuk (joué par Sylwester Maciejewski), Tadeusz Hadziuk (joué par Bogdan Kalus), Jan Japycz (joué par Leon Niemczyk) et Stach Japycz (joué par Franciszek Pieczka). Ces personnages y boivent de l'alcool (généralement du vin Mamrot et de la bière Tur) et discutent des événements locaux et actuels. Le banc est situé devant le magasin du village, U Krysi, qui est également un lieu central dans la série.
Dans l'épisode 32, le banc accueille Tomasz Witebski (joué par Jacek Kawalec).

## Impact culturel et touristique
Depuis la diffusion de Ranczo, Jeruzal devient une attraction touristique majeure. Le banc est souvent occupé par des habitants et des touristes, qui viennent s'asseoir et se prendre en photo.
Avec le temps et l'usure, le banc nécessite une rénovation sérieuse, des rapports indiquent que le banc est en mauvais état et que personne ne semble s'en occuper,.
En 2023, de nombreux internautes s'indignent en raison d'autocollants collés sur la façade du magasin derrière le banc,,,.

## Postérité
En 2018, alors que Rafał Trzaskowski propose de placer toutes les semaines un banc à un endroit différent de Varsovie afin de discuter avec les électeurs dans le cadre des élections locales polonaises de 2018, l'action est comparée au banc de Jeruzal.
En 2025, une réplique du banc est vendue dans le cadre du Grand orchestre de charité de Noël,,,. Les bénéfices de la vente de la réplique ont été reversés pour financer des appareils médicaux pour les enfants.